# Laurent Naouri
Laurent Naouri, Chevalier L.H. (Párizs, 1964.május 23. –) francia operaénekes (basszbariton).

## Élete
Kezdetben az École Centrale de Lyon növendéke volt. 1986-ban döntötte el, hogy operaénekes lesz, ezért a londoni Guildhall School of Music and Drama opera szakán tanult tovább.
1992-ben debütált Franciaországban. Előadásaiban megjelent Darius Milhaud Christophe Colomb (Christopher Columbus) címmel, a Compiègne-i császári színház megnyitására készült. Gyorsan fejlődő karrierje igen változatos repertoárból állt, a Monteverdi-tól a kortárs zeneszerzőkig, mint Maurizio Benini, William Christie, René Jacobs, Marc Minkowski és Kent Nagano mindent meg lehetett találni.
Naouri debütált az Opéra Garnier-ben a Théée szerepében a Rameau Hippolyte et Aricie-ban, majd Anyegin az Opéra de Nancy-ban, az Opéra Bastille-ban Massenet Manonjának Des Grieux grófjaként és Figaro szerepében a Figaro. A szerepek széles választéka követte, köztük a barokk korszak számos részét, beleértve a Rameau Platée-t és a Les Indes galantes-t és a Handel Alcináját.
2006-ban debütált a Covent Gardenben a Carmen Escamillójaként; az Egyesült Államokban a Santa Fe Opera-ban, ugyanabban a szerepben szerepelt a 2006-os Carmen-ben. Szintén a Santa Fe-i Operaházban a Falstaff szerepét tervezi Verdi azonos című operájában, 2008 júniusában és júliusában, és Georges Germont a 2009-es La Traviataban, a feleségével, mint Valéry Violettával.
Felesége Natalie Dessay koloratúrszoprán, két gyermekük született.